# 甘利香辛食品
甘利香辛食品株式会社（あまりこうしんしょくひん）は、京都市伏見区に本社を構え、業務用食品向けのスパイスを製造・販売している会社である。

## 概要
創業者の甘利辰男が京都市伏見区桃山町にてカレー粉の製造販売を行ったのが始まりで、1948年に現在の会社が設立された。京都の他、滋賀県愛荘町と静岡県掛川市にも工場がある。
日本では全国でもスパイス製造業者は数少なく、京都はもとより、博多の明太子作りにもこの会社の唐辛子が用いられている。
テレビドラマ『オトメン（乙男）』（2009年・フジテレビ）『流星の絆』（2008年・TBS）に同社のスパイス缶が登場したことがある。

## 商品
- カレー粉
- カレールウ
- 一味唐辛子
- 七味唐辛子
- 胡椒
- マスタード
- 豆板醤
- シナモンスティック
- 各パウダー類 など

## 納品先
- ホテル
- レストラン
- 飲食店
- 学校給食
- 役所
- 自衛隊
- 刑務所
- 関連業界からの外注　など